# DHL
DHL (англ. Ди-Эйч-Эл, нем. Де-Ха-Эль) — международная компания экспресс-доставки грузов и документов, лидер мирового логистического рынка.
Компания была основана в Сан-Франциско в 1969 году для транспортировки документов между Сан-Франциско и Гонолулу, однако вскоре DHL распространила свою сеть на весь мир. В настоящее время входит в состав группы Deutsche Post DHL. Штаб-квартира компании расположена в Бонне (Германия).

## История

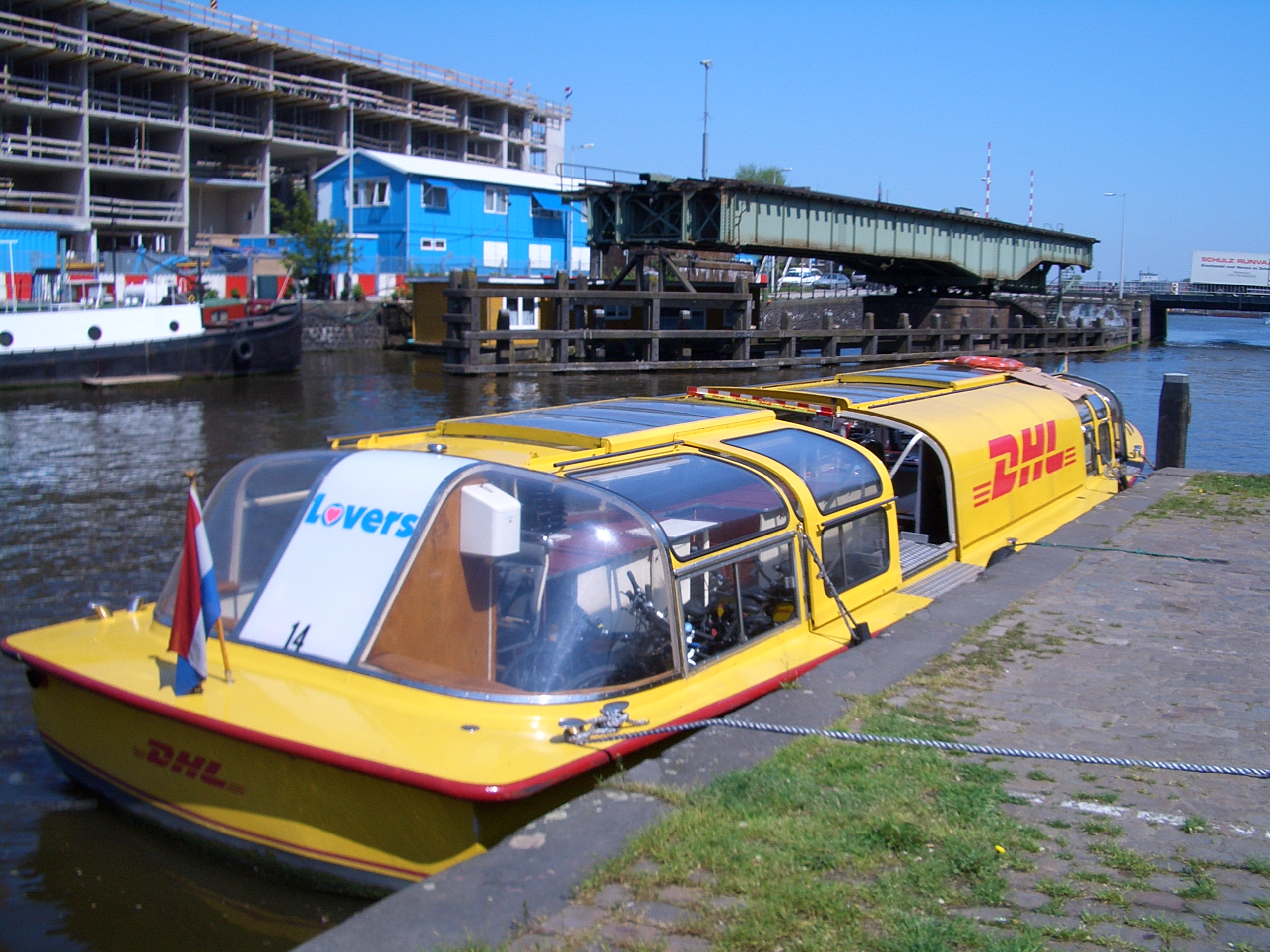
В Амстердаме DHL использует суда и велосипеды для доставки товаров

Компания была основана 20 сентября 1969 года как курьерская служба для перевозки почты между Сан-Франциско и Гонолулу; в основном это были таможенные декларации, доставка их самолётом позволяла начать прохождение таможни ещё до прибытия судна с грузом. Название компании образовано по первым буквам фамилий основателей — Адриана Дэлси (Adrian Dalsey), Ларри Хиллблома (Larry Hillblom) и Роберта Линна (Robert Lynn). Вскоре компания начала перевозить почту между западным и восточным побережьем США; основным клиентом стал Bank of America, который нуждался в быстрой и надёжной доставке банковских документов.
Уже в начале 1970-х годов компания вышла на международный рынок, начав доставлять документы и посылки на Дальний Восток. В 1972 году с помощью гонконгского предпринимателя Пхо Чуна (Po Chung) был создан международный филиал DHL International со штаб-квартирой в Брюсселе (Бельгия). К 1974 году DHL уже работала в большинстве стран Европы, в 1976 году начала работу на Ближнем Востоке, в 1977 году — в Латинской Америке, в 1978 году — в Африке. В 1980 году было заключено соглашение с Hilton Hotels об открытии отделений DHL в отелях сети. В 1983 году компания начала работу в странах Восточного блока; к этому году международный оборот в 5 раз превышал оборот в США.
До 1983 года DHL имела очень небольшую долю рынка в США, её клиентами были в основном крупные корпорации. Но в 1983 году компания открыла два хаба в Цинциннати и Солт-Лейк-Сити, а также 9 региональных центров, в Нью-Йорке, Хьюстоне и Лос-Анджелесе корреспонденция доставлялась с помощью вертолётов. Ответной реакцией конкурентов на американском рынке (FedEx и UPS) стала активизация международных операций. В 1985 году DHL начала партнёрство с Western Union, а в 1986 году создала совместное предприятие в КНР DHL Sinotrans. В течение 1980-х годов конкуренция на международном рынке экспресс-доставки росла, но DHL сохраняла лидирующие позиции в Японии (80 % рынка) и в Восточной Европе (более 90 % рынка). В то же время в США к концу десятилетия компания смогла увеличить свою долю лишь до 5 %.
В 1990 году для привлечения нового капитала DHL продала по 5 % своих акций компаниям Japan Airlines и Lufthansa, а японская торговая компания Nissho Iwai приобрела 2,5 % акций. Вырученные 500 млн долларов были направлены на выход на рынок грузовых перевозок. В июне 1992 года Japan Airlines и Lufthansa увеличили свои доли до 25 %, а Nissho Iwai — до 7,5 %. Также в 1992 году DHL начала сотрудничество с одним из конкурентов, Emery Worldwide, на трансатлантических и европейских маршрутах.
В 1995 году компания вложила более 700 млн долларов в расширение операций в Азии и Австралии. Также в 1995 году в авиакатастрофе погиб один из сооснователей, Ларри Хиллблом; это повлекло за собой серию судебных исков, поскольку у компании не было достаточно свободных средств, чтобы выкупить его доли акций (60 % североамериканской DHL Airways и 23 % в международной DHL International). В 1998 году DHL продала 22,5 % акций почтовому оператору Германии Deutsche Post AG. В 2002 году немецкая компания выкупила все 100 % акций DHL, после чего объединила её с купленными ранее логистическими компаниями. В 2005 году была куплена британская логистическая компания Exel.

## Деятельность
По состоянию на 2022 год на DHL приходилось 4 из 5 подразделений группы Deutsche Post DHL (пятым являлась почтовая служба Германии):
- Express — международная экспресс-доставка писем и посылок, представлена в 220 странах и территориях, обслуживает 3 млн клиентов в год, 120 тыс. сотрудников, 148 тыс. точек обслуживания, более 300 самолётов, выручка 27,6 млрд евро;
- Global Forwarding, Freight — международная доставка грузов воздушным, морским и наземным транспортом, обслуживает 250 тыс. клиентов в год, около 200 грузовых терминалов, 49 тыс. сотрудников, выручка 30,2 млрд евро;
- Supply Chain — логистика (транспортные и складские услуги), 15 млн м² складских помещений в 50 странах, 10 500 грузовиков, 185 тыс. сотрудников, выручка 16,4 млрд евро;
- eCommerce Solutions — доставка посылок в США и некоторых странах Европы и Азии, 40 тыс. сотрудников, выручка 6,1 млрд евро.

Общая численность персонала — 408 тысяч человек (по состоянию на 2022 год).
Компания является мировым лидером экспресс-доставки, контролируя (по состоянию на 2018 год) 39 % рынка, у её ближайших конкурентов UPS и FedEx — 30 % и 22 % соответственно.

## DHL в России
DHL вышла на рынок России в 1984 году, став первой международной курьерской компанией, пришедшей в СССР. В 1990-х годах были открыты первые региональные офисы компании в Санкт-Петербурге, Новосибирске, Владивостоке, Тольятти. Центральный офис DHL в России находился в Москве, там же находился один из основных сортировочных центров компании в России.
С 12 апреля 2010 года, в связи с ужесточением требований таможенных органов к сопроводительной документации, DHL прекратила приём и доставку грузов физическим лицам из-за рубежа в Россию (за исключением доставки из некоторых интернет-магазинов, список которых не разглашался).
29 июля 2022 года DHL объявила о прекращении оказания услуг по экспресс-доставке грузов и документов внутри Российской Федерации с 1 сентября 2022 года. К концу 2022 года две дочерние компании в России были ликвидированы, списание их активов принесло DHL убыток 35 млн евро.
Компания DHL Express объявила о повышении тарифов, в том числе в России, с 1 ноября 2023 года. В компании «рады, что ... DHL Express и сегодня продолжает предоставлять сервис по экспресс-доставке документов и грузов из России за границу, сохраняя высокую скорость доставки и стандарты качества»

## Фотогалерея

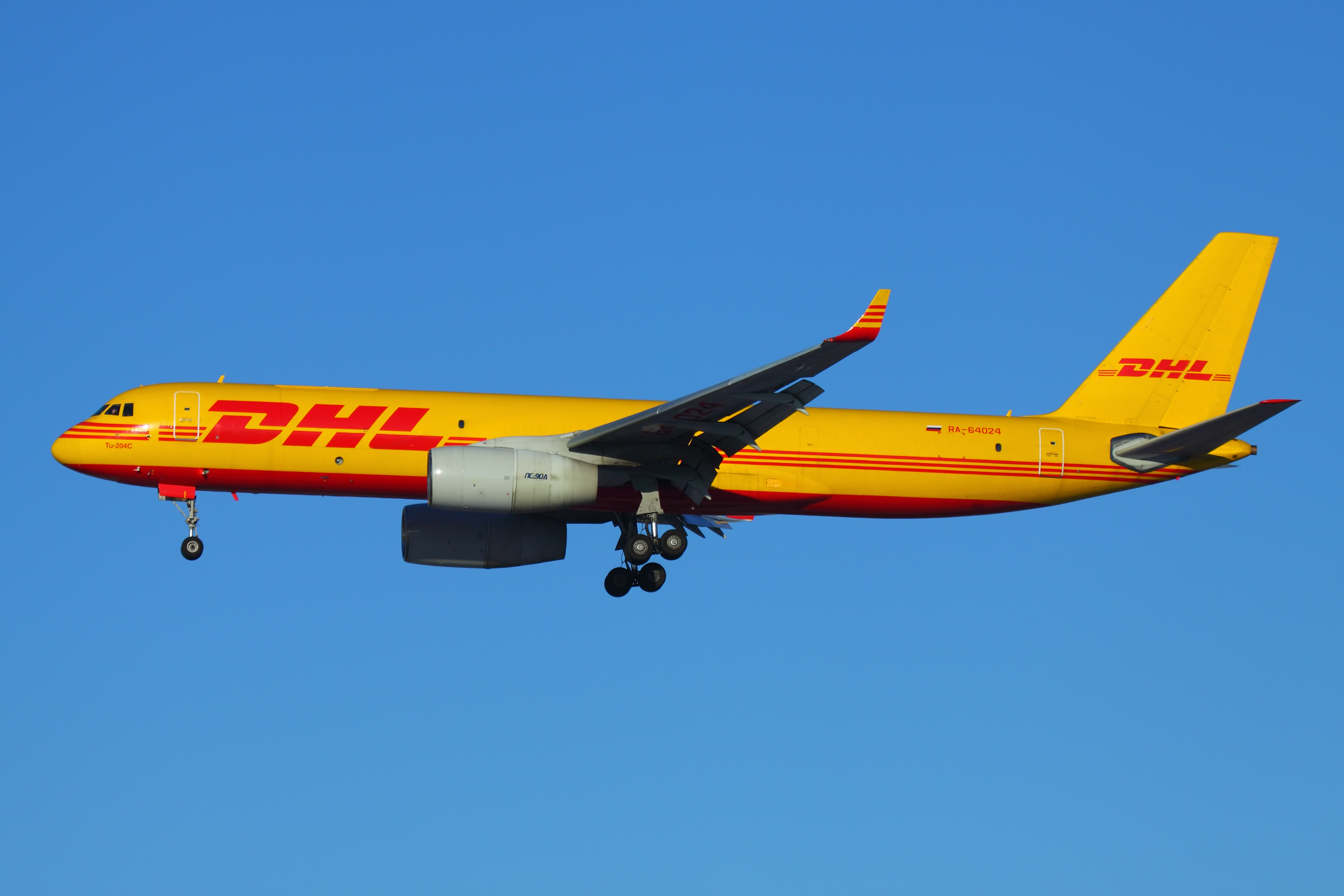
Российский Ту-204С компании DHL
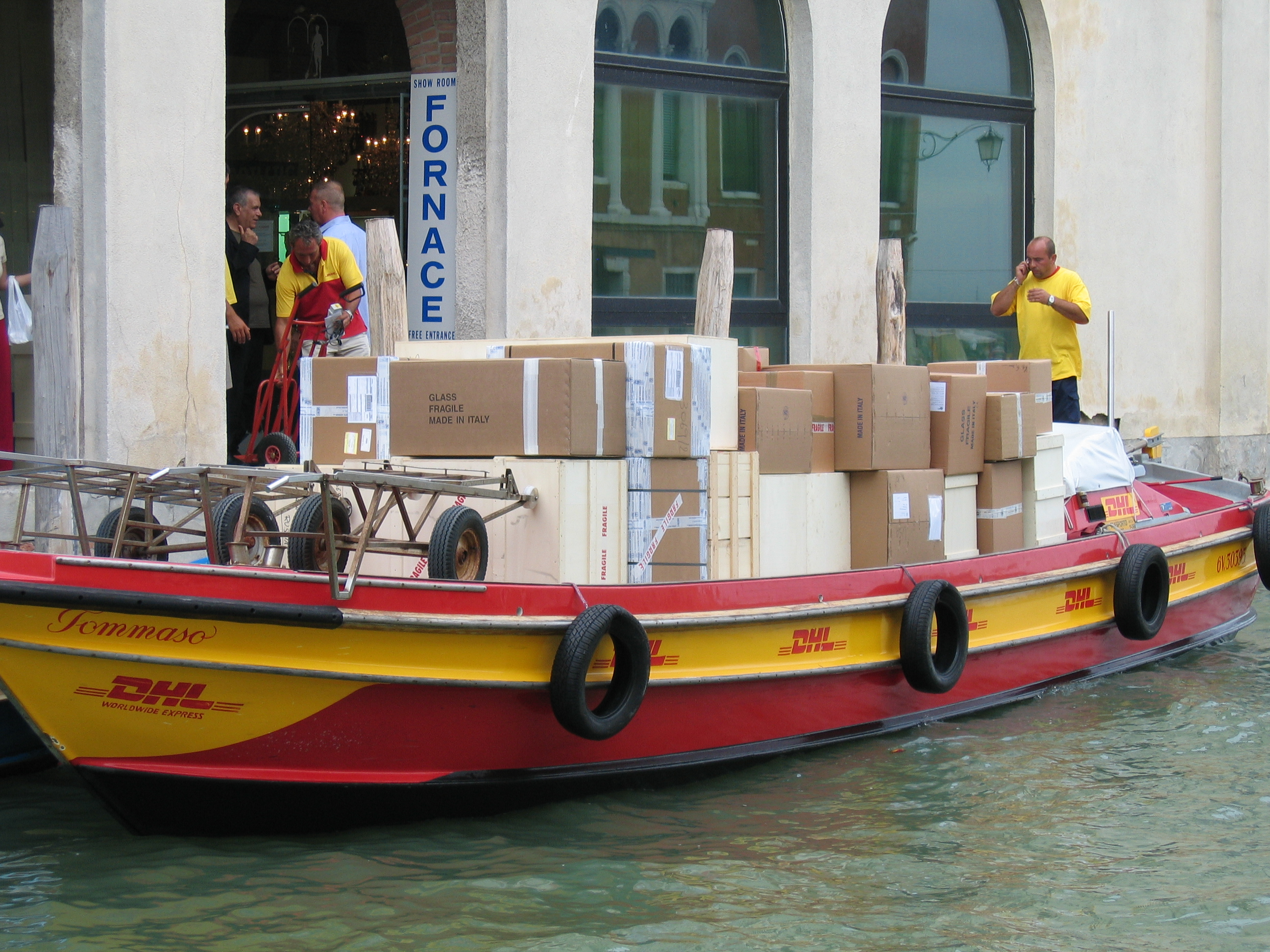
Почтовая лодка DHL в Венеции
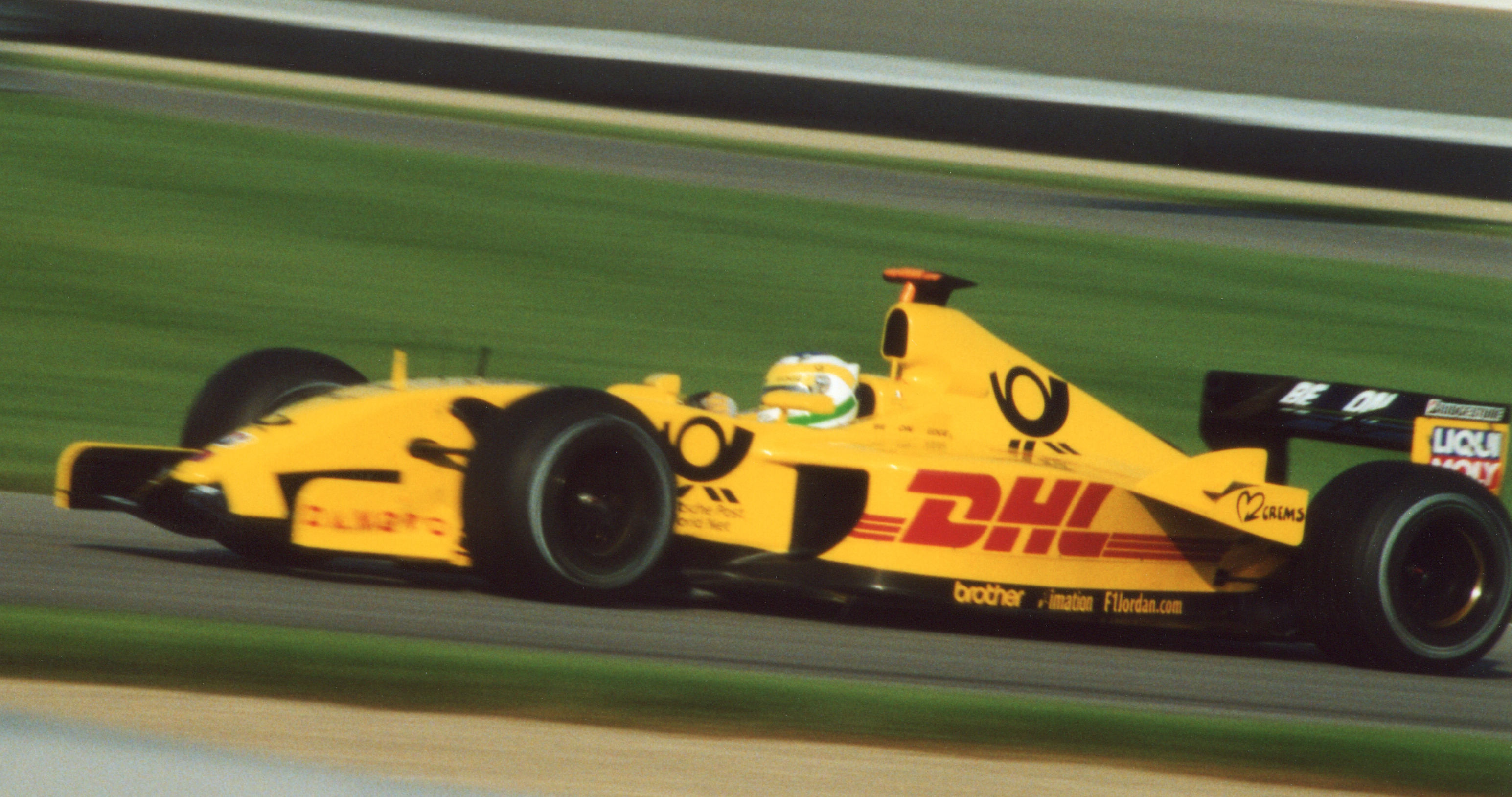
В 2002 году DHL спонсировала команду «Джордан» на Гран-при Формулы-1